# The Pitch o' Chance
Pour plus de détails, voir Fiche technique et Distribution.
The Pitch o' Chance est un court-métrage muet de Frank Borzage, sorti en 1915.

## Fiche technique
- Titre original : The Pitch o' Chance
- Réalisation : Frank Borzage
- Scénario : Frank Borzage
- Photographie : L. Guy Wilky
- Société de production : American Film Company
- Société de distribution : Mutual Film Corporation
- Pays de production :  États-Unis
- Langue : anglais
- Format : Noir et blanc - 35 mm - 1,37:1 - Muet
- Genre : comédie dramatique
- Durée : 2 bobines
- Date de sortie :
  - États-Unis : 24 décembre 1915
- Licence : Domaine public

## Distribution
- Frank Borzage : Rocky Scott
- Helene Rosson : Nan
- Jack Richardson : Kentucky
- Lizette Thorne : Kate